# Acetaminophen/butalbital
Acetaminophen / butalbital, được bán dưới tên thương hiệu Fioricet và các thương hiệu khác, là một loại thuốc kết hợp được sử dụng để điều trị đau đầu căng thẳng và đau nửa đầu. Nó chứa butalbital, một barbiturat và paracetamol (acetaminophen), một loại thuốc giảm đau. Một số phiên bản cũng chứa caffeine. Nó được uống qua miệng.
Các tác dụng phụ phổ biến nhất bao gồm buồn ngủ, chóng mặt, khó thở và đau bụng. Các tác dụng phụ nghiêm trọng khác có thể bao gồm các vấn đề về gan, nhầm lẫn, nghiện và phản ứng dị ứng. Sử dụng thường xuyên có thể dẫn đến đau đầu lạm dụng thuốc. Hội chứng cai nghiện barbiturat có thể xảy ra nếu nhanh chóng dừng thuốc sau khi sử dụng lâu dài. Sử dụng thuốc này thường không được khuyến khích trong khi mang thai hoặc cho con bú.
Thuốc kết hợp này đã được chấp thuận cho sử dụng y tế tại Hoa Kỳ vào năm 1984. Nó có sẵn như là một loại thuốc gốc. Tại Hoa Kỳ, chi phí bán buôn là khoảng 1,20 USD mỗi liều vào năm 2019. Năm 2016, đây là loại thuốc được kê đơn nhiều thứ 202 tại Hoa Kỳ với hơn 2 triệu đơn thuốc. Ở Hoa Kỳ, đây là chất được kiểm soát theo Schedule III ở một số bang nhưng không ở mức liên bang. Nó bị cấm ở một số nước châu Âu.

## Sử dụng trong y tế
Acetaminophen / butalbital được chỉ định để điều trị đau đầu do căng thẳng. Nó cũng thường được quy định cho chứng đau nửa đầu, mặc dù nó không được FDA chấp thuận cho việc này. Liều người lớn thông thường là một đến hai viên mỗi bốn giờ khi cần thiết, không vượt quá sáu viên trong khoảng thời gian hai mươi bốn giờ.

## Tác dụng phụ
Tác dụng phụ thường được báo cáo bao gồm hưng phấn, chóng mặt hoặc choáng váng, buồn ngủ hoặc thuốc an thần, ngộ độc, buồn nôn, ói mửa, phụ thuộc, khó thở, và đau bụng.
Sử dụng kéo dài có thể gây đau đầu quay trở lại.
Hiếm khi, sử dụng barbiturat có thể dẫn đến hội chứng Stevens, Johnson.